# 近鉄ク6321形電車
近鉄ク6321形電車（きんてつク6321がたでんしゃ）は、近畿日本鉄道（近鉄）が名古屋線向けに製造した電車の1形式。新造後短期間で電装されてモ6321形となり、さらにモ6261形へ整理統合された。
本項目ではモニ6251形の戦災焼失車を復旧した同系の電動車であるモ6261形についても併せて記述する。

## 概要
関西急行鉄道に南海鉄道が吸収合併される形で成立した近畿日本鉄道では、第二次世界大戦後の買い出し需要で急増する乗客に対処するため、戦災で喪われた車両の補充を行うため、また被災を免れた在来車の修理を行う間の予備車を確保するため、各線向けに新造車の投入を行う必要に迫られていた。
中でも、元々桑名 - 名古屋間の開業が国家総動員法の施行後であったために、統制経済の下で充分な数の新造車の投入が実施できず、また戦時中の空襲で在籍車両の喪失が発生していた名古屋線向けの車両投入は、特に急を要する状況にあった。同じ狭軌の南大阪・吉野線系統ではある程度車両数に余裕があったものの、同線在籍車は多くが20m級車体を備えていて、当時諏訪付近に存在した通称善光寺カーブとして知られる半径100mの急曲線を通過できないため転用できず、また1945年末より運輸省の主導により、車両について絶望的な状況にあった各社線に対して実施されていた国鉄モハ63形の割り当ても、同形式が南大阪線車両と同様に20m級車体であったことから、その打診を断らざるを得ない状況にあった。
こうした状況下で、近鉄は戦災焼失車であるモニ6251形モニ6251・モニ6255の2両の車籍・台枠などを流用して電動車2両を実質的に新製、さらに制御車としてそれと同型の車体を備える車両を5両新造することを、当時車両増備の許認可権を握っていた運輸省に認めさせることに成功する。
こうして、以下の2形式7両が改造あるいは新造名義で製造された。
モ6261形モ6261・モ6262
1947年3月竣工。旧モニ6251形モニ6251・モニ6255。日本車輌製造本店にて改造。
ク6321形ク6321 - ク6325
1947年3月竣工。日本車輌製造本店にて新造。
なお、ク6321形5両は近鉄が戦後製造した最初の新造車である。

## 車体
モ6261形でモニ6251形の台枠部材を流用したことから、車体長はこの流用台枠に従って決定され、新造車であるク6321形も将来の電装を前提として、製造に用いる部材などの統一を図って同寸とした。このため、全長19,100mm、車体長18,300mm、全幅2,730mm、車体幅2,680mmとなっている。
モ6261形の台枠部材こそ流用品であったものの、本形式の車体設計そのものは戦前に同じ日本車輌製造本店が手がけたモ6301形以来の名古屋線急行車の系譜に連なる、それらと共通のデザイン様式を取り入れたものである。ただし、流用台枠により車体長がオリジナルデザインより1.3m伸びたことも一因であるが、ラッシュ対策として窓配置をd2D(1)3D(1)2(1)D2d（d：乗務員扉、D：客用扉、(1)：戸袋窓、数字：窓数）とし、1,100mm幅の客用扉を3つ並べたロングシート車とした点に設計当時の世相が反映されている。
車体は窓の上下に補強用のウィンドウヘッダー・ウィンドウシルと呼ばれる補強帯を露出した構造の全溶接組み立てによる鋼体に、屋根や扉、窓枠などに木製部材を組み合わせた半鋼製となっており、側窓や扉窓は竣工時の資材難から、縦横十字に桟を入れて細分、当時入手可能であった小さなガラス板を使用可能としている。
妻面は中央に貫通路を設置し、その左右裾部にアンチクライマーを装着、屋根端部に緩い円弧を描く雨樋をつけ、その中央上部に筒型の前照灯具を置く、モ6301形以来の名古屋線伝統のスタイルを継承している。もっとも、尾灯は戦後の進駐軍による通達に従い左右腰板部に各1灯ずつ設置するようになっており、これは他形式でも順次増設工事が実施されている。
通風器は戦時中製造のモ6311形などと同様の押し込み式で、これを第1・第3客用扉の直上を両端として屋根上に2列5基ずつを等間隔で配置する。
塗装は竣工当時の標準色である濃緑色である。

## 主要機器

### 主電動機
モ6261形は設計当時名古屋線での採用が続いていた東洋電機製造TDK-528系直流直巻整流子電動機の一つであるTDK-528-11IMを吊り掛け式で装架する。歯数比は63:19=3.32である。

### 主制御器
日立製作所MMC-H-10J電動カム軸式自動加速制御器を搭載する。

### 台車
各車とも、日本車輌製造D16を装着する。これはボールドウィンAA形を模倣した、組み立て式の釣り合い梁台車である。

### ブレーキ
A動作弁によるA自動空気ブレーキを搭載する。基礎ブレーキ装置は車体シリンダー式である。

## 運用
竣工後、名古屋線の準急・普通列車に投入された。
ただし、ク6321形については短期間で全車についてモ6261形と同様の機器を用いて電装が実施され、以下の通り改番が実施された。
ク6321形ク6321 - ク6325 → モ6321形モ6321 - モ6325 → モ6261形モ6263 - モ6267
これにより本形式は全車がモ6261形となった。
1959年の名古屋線改軌の際にはモニ6251形と同様、標準軌間対応台車として近畿車輛KD-32Cシュリーレン式金属ばね台車を新製し、従来のTDK-528-11IMをこれに積み替えて対応している。なお、モ6265はこの間に主制御器を他形式用の三菱電機ABFへ交換している。
戦後すぐの時期に製造されたこともあり、本形式は粗製濫造の傾向が強かったとされる。だが、名古屋線では希少な19m級大型車であったことから、1974年まで養老線などの支線区への転出もないまま同線で運用され、同年に全車が新造の冷房付き20m級高性能車と代替される形で廃車解体となった。
そのため、全車とも現存しない。